# Paradella setosa
Paradella setosa là một loài chân đều trong họ Sphaeromatidae. Loài này được Glynn miêu tả khoa học năm 1968.